# Fendt
Fendt GmbH er en tysk traktorproducent, der fra 1997 er ejet af AGCO-koncernen, som også ejer bl.a. traktorproducenterne Massey Ferguson og Valtra. Fendt var også den første producent af heavy-duty traktor med trinløs transmission, den revolutionerende Fendt Vario transmision.
Fendt har traktorer i seriene: 200, 300, 500, 700, 800, 900 og 1000, hvor de fleste af dem er udstyret med en motor fra motorproducenten Deutz AG, men også firmaets egne motorer er begyndt at finde plads i nogle modeller,
dog blev 800 serien fra 1993-1999 og 900 serien fra 1997-2005 udstyret med en 6.9 L motor fra MAN.
Den største model er pt. Fendt 1050 vario, med 500 hk (16/12-2014).
I 2010 lancerede Fendt en selvkørende finsnitter. Modellen Fendt Katana 65 er udstyret med en 16 liters Mercedes V8 motor på 650 hk. Produktionen på fabrikken i Hohenmölsen, Tyskland, rundede i maj 2013 100 enheder.